# Isabelle de Hertogh
Isabelle de Hertogh (Duinkerke, 14 december 1972) is een Belgische actrice. Ze werd in Vlaanderen vooral bekend als Claude in de film Hasta la Vista. 

## Biografie
De Hertogh studeerde af in Voordracht en Drama aan het Koninklijk Conservatorium van Brussel in 1993. Vervolgens studeerde ze aan het Conservatorium van Bergen en behaalde haar diploma in 1997. 

## Filmografie[1]
- 1999 - Les hirondelles d'hiver, tv-film
- 2001 - Tania Boréalis ou L'étoile d'un été, tv-film, in de rol van Flora
- 2005 - État d'âme, kortfilm
- 2008 - Charleville-Mézières, kortfilm, in de rol van Simone Nina
- 2008 - Françoise Dolto, le désir de vivre, tv-film
- 2008 - JCVD, film
- 2008 - Les enfants de Timpelbach van Nicolas Bary, film, in de rol van Édith Benz
- 2010 - Le miroir, kortfilm, in de rol van Marie
- 2011 - Moi, Michel G., milliardaire, maître du monde, film, in de rol van kassierster
- 2011 - Hasta la vista van Geoffrey Enthoven, film, in de rol van Claude
- 2011 - Joseph l'insoumis, tv-film, in de rol van mevr. Richet
- 2012 - Dancing, Kortfilm, in de rol van Mitch
- 2013 - Au bonheur des ogres, film
- 2013 - Henri, film, in de rol van vriendin van Laetitia
- 2013 - Je suis supporter du Standard, tv-film
- 2013 - Nous sommes tous des êtres penchés, kortfilm
- 2013 - Salaud, on t'aime van Claude Lelouch, film
- 2013 - Baby Baloon van Stefan Liberski, film, in de rol van Felicie
- 2013 - Les Petits Meurtres d'Agatha Christie, aflevering Témoin muet, tv-reeks, in de rol van Bella Siatidis
- 2014 - Salaud, on t'aime
- 2014 - Promotion canapé
- 2014 - The Secret of Arkandias
- 2014 - Sacré Charlemagne
- 2015 - Judith
- 2016 - Section de recherches
- 2016 - Accusé
- 2016 - Paris pieds nus
- 2016 - La fille de Brest
- 2017 - Chacun sa vie
- 2017 - Vive la crise
- 2017 - Nos patriotes
- 2017 - Le viol
- 2017 - Hoe kamelen leeuwen worden
- 2017 - Funcorp
- 2017 - The Red Neon
- 2018 - The Alienist
- 2018 - Ils ont échangé mon enfant
- 2018 - 100 kilos d'étoiles
- 2018 - La révolte des innocents
- 2019 - Chamboultout
- 2019 - Convoi exceptionnel
- 2019 - Hey Joe
- 2019 - Il Padrino
- 2018-2019 - À l'intérieur
- 2019 - Prise au piège
- 2020 - Les rivières pourpres

## Erkentelijkheden
- Nominatie voor beste actrice voor de Magrittes du Cinéma
- 1993 - Eerste prijs voor Voordracht en Drama (bij afstuderen)